# Tollo
Tollo est une commune de la province de Chieti dans la région Abruzzes en Italie.

## Administration
| Période                                  | Période  | Identité          | Étiquette     | Qualité |
| ---------------------------------------- | -------- | ----------------- | ------------- | ------- |
| 28 mai 2002                              | En cours | Angelo Gialloreto | Centro-Destra |         |
| Les données manquantes sont à compléter. |          |                   |               |         |

### Hameaux
Colle, Colle Cavalieri, Colle della Signora, Colle Secco, Motrino, Macchie, Piano Mozzone, Pedine, Sabatiniello, San Pietro, Santa Lucia, Venna 

### Communes limitrophes
Canosa Sannita, Crecchio, Giuliano Teatino, Miglianico, Ortona